# Stoya
Stoya, rodným jménem Jessica Stoyadinovich (* 15. června 1986, Wilmington, Severní Karolína, USA), je americká pornoherečka, modelka a spisovatelka. Svoji kariéru pornoherečky zahájila v roce 2006 a roku 2009 získala cenu AVN pro debutantku roku.

## Život

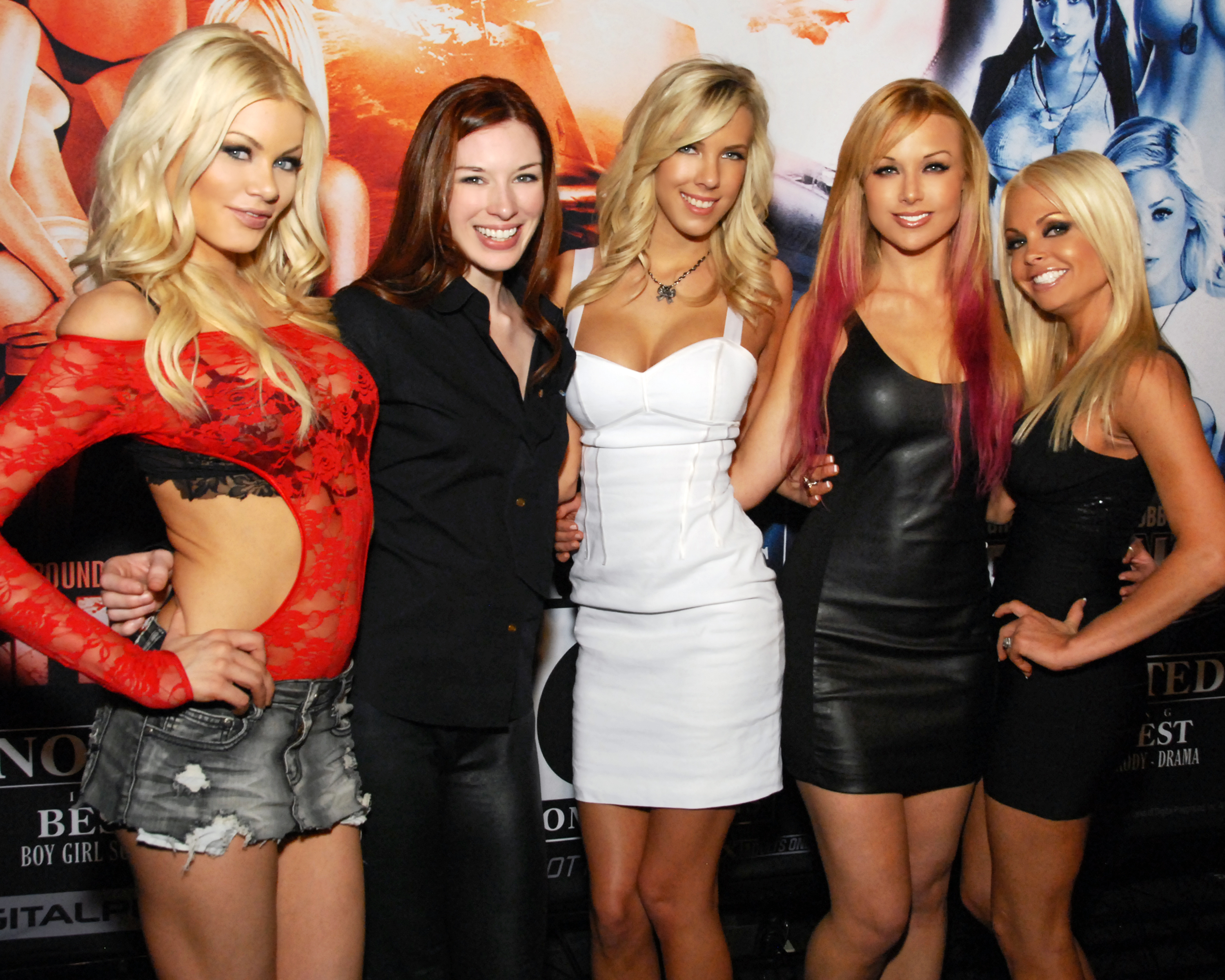
Riley Steele, Stoya, BiBi Jones, Kayden Kross a Jesse Jane na AVN Expo 2012

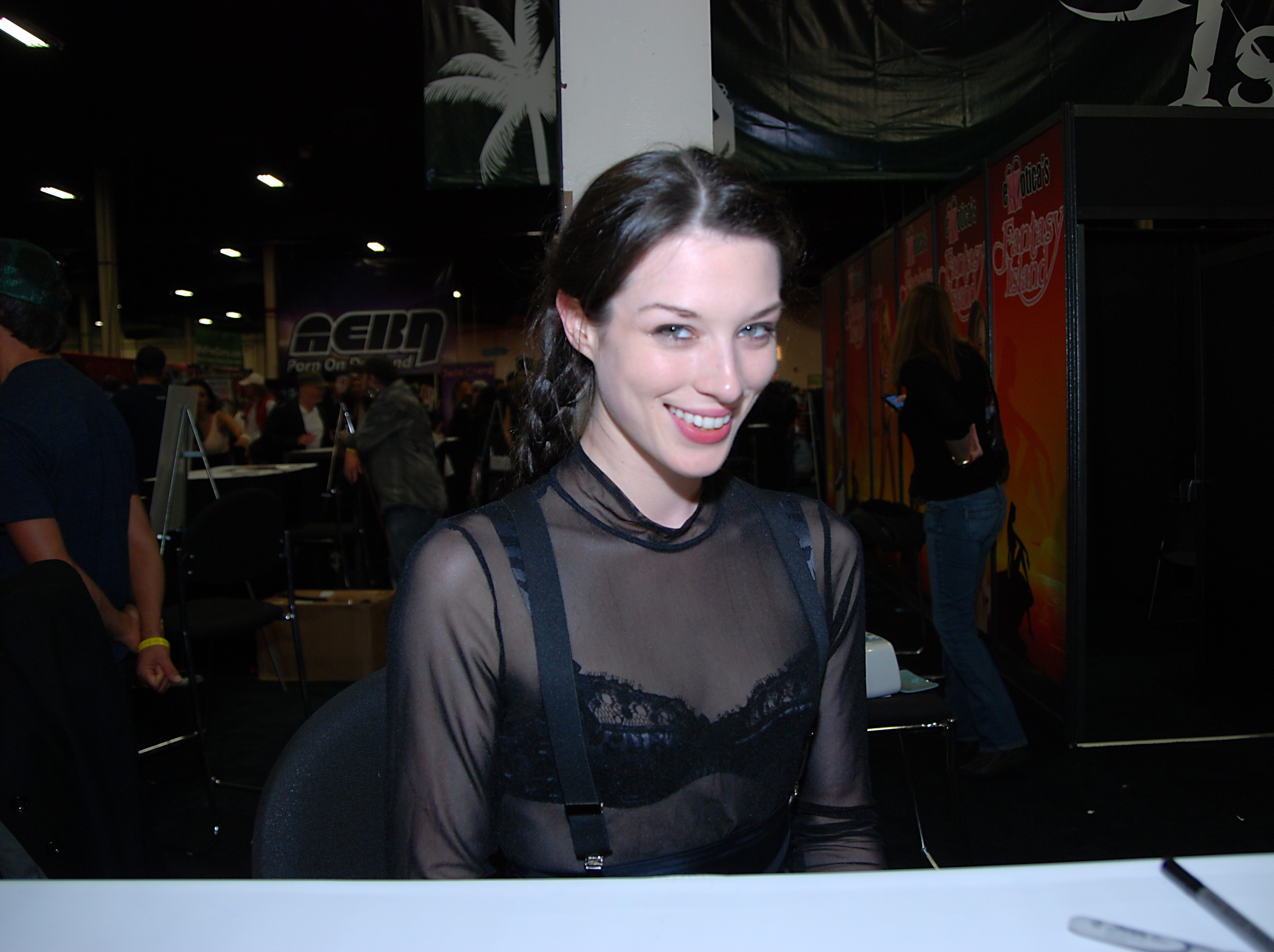
Stoya v roce 2010

Stoya se narodila jako Jessica Stoyadinovich v severokarolínském městě Wilmington 15. června 1986 do rodiny Srbky a Skota. Jméno Jessica jí dala její matka podle Jessici Savitchové, americké televizní moderátorky.
Jako dítě chtěla být Jessica tanečnice a na lekce tance začala chodit již jako tříletá. Byla vzdělávána doma a středoškolský diplom získala ještě před dovršením šestnácti let. Její otec se zabýval informačními technologiemi a pracoval v tomto oboru, proto Jessica časem získala mnoho zkušeností, co se elektroniky týče. Sama Stoya říká, že když jí byly tři roky, její otec jí učil používat DOS, zatímco se teprve učila s matkou číst.
Stoya se později přestěhovala do Delaware, kde strávila jeden semestr na Delaware College of Art & Design. Po prvním semestru ale propadla a školu opustila. Po stěhování do Filadelfie se zapsala na další uměleckou školu: University of the Arts. Během studií si přivydělávala různými brigádami, od sekretářky až po go-go tanečnici. Sama říká, že se také objevila v několika hudebních klipech. Na podzim roku 2009 se přestěhovala do Los Angeles. V červnu 2009 chodila s Brianem Warnerem, avšak vztah ukončili kvůli jeho turné. Poté několik let chodila s pornohercem Jamesem Deenem. Když začala pracovat pro Digital Playground, dostala dvakrát nabídku na zvětšení prsou, což by jí studio zaplatilo, ale ona vždy odmítla.
Uvedla, že za svůj život byla třikrát na potratu. Dne 29. listopadu 2015 na svém Twitter účtu uvedla, že ji její přítel James Deen znásilnil. Později se objevilo ještě několik žen, které uvedly, že je Deen na veřejnosti napadl a pokusil se znásilnit.
Sama Stoya o sobě říká, že nejraději čte sci-fi a fantasy a jejími oblíbenými autory jsou William Gibson a Anne McCaffrey. Je aktivní na mnoha sociálních sítích: Facebooku, Twitteru, Tumblru a na mnoha internetových fórech a diskusích.

## Kariéra
Přezdívka Stoya vznikla ještě před jejím příchodem do pornografického průmyslu a jedná se o zkrácenou verzi příjmení její babičky. Jessica začínala nejdříve jako modelka pro pánské časopisy, kdy pózovala pro kamaráda. To jí vedlo i k tomu, aby se více začala věnovat modelingu. Prostřednictvím pornografie a diskusních skupin na internetu začala mít zájem i o sado-masochistické praktiky a fetiš. Stoya sama tvrdí, že jen málo filmů, které natočila, jsou pro ni zajímavé, dává přednost různým druhům fetišismu.
Natočila dva pornofilmy na DVD pro společnost Razordolls, později ji ale kontaktovalo studio Digital Playground, které jí nabídlo za peníze natočit lesbické hardcore scény se Sophií Santi. Scény ale nikdy nebyly zveřejněny, přesto se v srpnu 2007 setkala s několika představiteli Digital Playground, kteří jí nabídli natáčení filmů s muži. Po zvažování Stoya nakonec souhlasila. V říjnu toho roku s ní společnost podepsala tříletou smlouvu. Její první video vydané touto společností se nazývalo Jack's POV 9. Sama Stoya přiznává, že bylo zábavným dobrodružstvím objevovat vlastní sexualitu před kamerou.
Roku 2009 získala ceny AVN a XBIZ pro debutantku roku. Později získala více ocenění, například v roce 2014 získala cenu XBIZ pro nejlepší scény za film Code of Honor. několik let později, na začátku roku 2014, od Digital Playground odešla a začala se věnovat režírování pornovideí. Svůj první vlastní film si sama financovala a byl natočen v únoru 2014.
Stoya píše pro mnoho magazínu, od časopisů Vice a Esquire, až po The New York Times. Roku 2015 začala psát i pro magazín The Verge.